# Амза Пелля
Амза Пелля (рум. Amza Pellea; 7 квітня 1931, Олтенія, Румунія — 12 січня 1983, Бухарест) — румунський актор. Найбільш відомий ролями Децебала у фільмі «Даки» і Міхая Хороброго в однойменній картині.

## Біографія
Пелля народився 7 квітня 1931 року в Олтенія, Румунія. У 1956 закінчив інститут театру і кіно імені Караджале. У тому ж році дебютував в Національному театрі Крайова. З 1961, після першої ролі у фільмі «Жага» (Setea), регулярно знімається в кіно. Грав в театрі Комедії і Національному театрі (Бухарест), пізніше знову повернувся в Крайова. Одночасно виконав головні ролі в таких фільмах, як «Даки», «Міхай Хоробрий», «Завжди винен», популярному циклі про пригоди комісара Міклована і комісара Романа і інших. У 1973—1974 був директором Національного театру Крайова. В кінці 1970-х створив образ дядька Марина — яскравий, народний характер жартівника з Олтенії, що став пізніше надзвичайно популярним. Помер 12 грудня 1983 від онкологічного захворювання. Похований в Бухаресті на цвинтарі Беллу.
Батько акторки Оани Пелля («Марія, Мирабела в транзисторах», «Дитя людське», «Вогонь і Лід: Хроніки Драконів» та інші фільми)

## Вибрана фільмографія
| Рік  |   | Українська назва                 | Оригінальна назва                       | Роль                       |
| ---- | - | -------------------------------- | --------------------------------------- | -------------------------- |
| 1961 | ф | Жага (Бурхливі роки)             | Setea                                   |                            |
| 1962 | ф | Тюдор                            | Tudor                                   | пані Шуцу                  |
| 1966 | ф | Повстання                        | Răscoala                                | селянин Петро              |
| 1966 | ф | Гайдуки                          | Haiducii                                | Сирбу                      |
| 1967 | ф | Даки                             | Dacii                                   | цар Децебал                |
| 1968 | ф | Колона                           | Columna                                 | цар Децебал                |
| 1971 | ф | Міхай Хоробрий                   | Mihai Viteazul                          | Міхай Хоробрий             |
| 1971 | ф | Тоді я засудив їх всіх до смерті | Atunci i-am condamnat pe toţi la moarte | ІПУ                        |
| 1973 | ф | Останній патрон                  | Ultimul cartuş                          | Жан Семака                 |
| 1974 | ф | Комісар поліції звинувачує       | Un comisar acuză                        | Пирву                      |
| 1974 | ф | Безсмертні                       | Nemuritorii                             | Димитру                    |
| 1974 | ф | Ульзана                          | Ulzana                                  | генерал Крук               |
| 1976 | ф | Завжди винен                     | Osânda                                  | селянин Преда              |
| 1977 | ф | Мелодії, мелодії                 | Melodii, melodii                        | дядько Марін               |
| 1978 | ф | Реванш                           | Revanşa                                 | Пирву                      |
| 1979 | ф | Хто ж мільярдер?                 | Nea Mărin miliardar                     | дядько Марін / Марлон Жюве |
| 1979 | ф | Втрачене золото інків            | Das Verschollene Inka-Gold              | Яката                      |
| 1981 | ф | Пастка для найманців             | Capcana mercenarilor                    | Франк                      |
| 1982 | ф | Вільгельм Завойовник             | Cucerirea Angliei                       | граф Херлуім               |